# Leptoglanis wamiensis
Leptoglanis wamiensis là một loài cá thuộc họ Amphiliidae. Nó là loài đặc hữu của Tanzania. Môi trường sống tự nhiên của nó là các con sông.